# Бек, Аскер
Аскер Бек Йенсен (дат. Asker Beck Jensen; род. 7 июля 2003, Сканнерборг) — датский футболист, полузащитник клуба «Виборг».

## Карьера

### «Орхус»
Бек родился и вырос в Сканнерборге, где начал свою футбольную карьеру в юношеском составе местной одноименной команды, а затем перешёл в «Орхус».
Летом 2022 года Бек начал регулярно тренироваться с основным составом команды. 3 апреля 2021 года он дебютировал в Кубке Дании в победном матче против «Фрема» (3:0). В апреле 2022 года Бек дебютировал в датской Суперлиге в игре против «Вайле» (0:0).

### «Коллинг»
31 января 2023 года Бек был продан в «Коллинг» из Второго дивизиона Дании. За первые 6 месяцев в клубе он сыграл 16 матчей, а клуб обеспечил себе повышение в Первый дивизион.

### «Виборг»
31 января 2025 года Бек был продан в датский клуб «Виборг», подписав контракт до июня 2029 года. Его дебют за клуб состоялся 24 февраля в проигрышном матче против «Силькеборга» (1:4).